# 24h Le Mans 1927
24h Le Mans 1927 – 5. edycja długodystansowego wyścigu 24h Le Mans. Wyścig odbył się w dniach 18–19 czerwca 1927, udział w nim wzięło 44 kierowców z 2 państw.

## Informacje
| Statystyki                  | Statystyki           |
| --------------------------- | -------------------- |
| Długość okrążenia           | 17,262 km            |
| Dystans wyścigu             | 2 369,807 km         |
| Średnia prędkość            | 98,740 km/h          |
| Przewaga lidera             | 349,808 km           |
| Najszybsze okrążenie        | Frank Clement (8:46) |
| Kierowcy według narodowości |                      |
| Francja                     | 39                   |
| Wielka Brytania             | 5                    |
| Łącznie                     | 44                   |

## Wyniki wyścigu
| Poz.  | Klasa | Nr | Zespół                                 | Kierowcy                            | Samochód                    | Silnik                 | Okrążenia |
| ----- | ----- | -- | -------------------------------------- | ----------------------------------- | --------------------------- | ---------------------- | --------- |
| 1     | 3.0   | 3  | Bentley Motors Ltd.                    | Dudley Benjafield Sammy Davis       | Bentley 3 Litre Super Sport | Bentley 2.9L I4        | 137       |
| 2     | 1.1   | 25 | –                                      | André de Victor J. Hasley           | Salmson GS                  | Salmson 1.1L I4        | 116       |
| 3     | 1.1   | 23 | –                                      | Georges Casse André Rousseau        | Salmson GS                  | Salmson 1.1L I4        | 115       |
| 4     | 1.5   | 15 | –                                      | Lucien Desvaux Fernand Vallon       | S.C.A.P. 1.5 Litre          | S.C.A.P. 1.5L I4       | 110       |
| 5     | 1.1   | 26 | Etablissements Henri Precioux (E.H.P.) | Guy Bouriat Pierre Bussienne        | E.H.P. DS                   | C.I.M.E. 1.1L I4       | 108       |
| 6     | 1.1   | 21 | –                                      | André Marandet Gonzaque Lécureul    | S.A.R.A. BDE                | S.A.R.A. 1.1L I4       | 106       |
| 7     | 1.1   | 20 | –                                      | Jean-Albert Grégoire Lucien Lemesle | Tracta                      | S.C.A.P. 1.1L I4       | 97        |
| 8 NS  | 1.5   | 16 | –                                      | Henri Guilbert Albert Clément       | S.C.A.P.                    | S.C.A.P. 1.5L I4       | 99        |
| 9 NU  | 2.0   | 4  | –                                      | Robert Laly Jean Chassagne          | Ariès Surbaissée 3 Litre    | Ariès 3.0L I4          | 122       |
| 10 NU | 2.0   | 8  | –                                      | Raymond Leroy Pierre Mesnel         | Fasto A3S                   | Fasto 2.0L I4          | 96        |
| 11 NU | 2.0   | 10 | –                                      | Michel Doré Roger Hellot            | Fasto A3S                   | Fasto 2.0L I4          | 75        |
| 12 NU | 2.0   | 9  | –                                      | „Brosselin” Frédéric Thelluson      | Fasto A3S                   | Fasto 2.0L I4          | 72        |
| 13 NU | 1.5   | 14 | –                                      | Gaston Motteto Emile Maret          | S.A.R.A. SP7                | S.A.R.A. 1.5L I6       | 50        |
| 14 NU | 1.1   | 22 | –                                      | Henri Armand Gaston Duval           | S.A.R.A. ATS                | S.A.R.A. 1.1L I4       | 42        |
| 15 NU | 5.0   | 1  | Bentley Motors Ltd.                    | Frank Clement Leslie Callingham     | Bentley 4½ Litre            | Bentley 4.4L I6        | 35        |
| 16 NU | 2.0   | 12 | –                                      | Jacques Chanterelle René Schiltz    | Theo Schneider 25SP         | Theo Schneider 2.0L I4 | 34        |
| 17 NU | 3.0   | 2  | Bentley Motors Ltd.                    | Andre d'Erlanger George Duller      | Bentley 3 Litre Super Sport | Bentley 3.0L I4        | 34        |
| 18 NU | 2.0   | 11 | –                                      | Robert Poitier Pierre Tabourin      | Theo Schneider 25SP         | Theo Schneider 2.0L I4 | 26        |
| 19 NU | 1.1   | 29 | –                                      | Fernand Gabriel Louis Paris         | Ariès 8-10 CV               | Ariès 1.1L I4          | 23        |
| 20 NU | 1.1   | 24 | –                                      | Lionel de Marmier Pierre Goutte     | Salmson GS                  | Salmson 1.1L I4        | 21        |
| 21 NU | 1.1   | 28 | –                                      | Arthur Duray Roger Delano           | Ariès 8-10 CV               | Ariès 1.1L I4          | 16        |
| 22 DS | 1.1   | 27 | Etablissements Henri Precioux (E.H.P.) | Henri de Costier Georges Guignard   | E.H.P. DS                   | C.I.M.E. 1.1L I4       | 8         |
| Poz.  | Klasa | Nr | Zespół                                 | Kierowcy                            | Samochód                    | Silnik                 | Okrążenia |

| Legenda | Legenda                       |
| ------- | ----------------------------- |
| 4       | Zwycięzcy poszczególnych klas |
| 7       | Najszybsze okrążenie          |
| 16 NS   | Niesklasyfikowani             |
| 31 NU   | Nie ukończyli                 |
| 21 DS   | Dyskwalifikacja               |